# Nymphidium manicorensis
Espèce
Nymphidium manicorensis est une espèce d'insectes lépidoptères (papillons) appartenant à la famille des Riodinidae, à la sous-famille des Riodininae et au genre Nymphidium.

## Taxonomie
Nymphidium manicorensis a été décrit par Curtis J.Callaghan en 1985.

### Sous-espèces
- Nymphidium manicorensis manicorensis
- Nymphidium manicorensis caoensis Brévignon, 1999 ; présent en Guyane[1].

## Écologie et distribution
Nymphidium manicorensis est présent en Guyane et au Brésil.

### Biotope
Il réside dans la forêt tropicale.